# Ozone Park (Queens)
Ozone Park es un vecindario en la parte suroeste del distrito de Queens de la ciudad de Nueva York. Limita al norte con la Avenida Atlantic, al sur con Avenida Conduit, al este con Aqueduct Racetrack, y al oeste con Brooklyn.
Howard Beach se encuentra en Distrito Comunitario 10 de Queens y su código postal es 11416 y 11417. El vecindario está patrullado por la 106.ª comisaría de la policía de Nueva York.

## Historia
Durante la década de 1870, la depresión económica hizo que los residentes de la ciudad de Nueva York buscaran mejores oportunidades de vida en los suburbios de Manhattan y Brooklyn, debido a que la vida ahí sería más barata. 
En 1880 Benjamin W. Hitchcock y Charles C. Denton compraron terrenos alrededor de lo que más tarde se convertiría en Ozone Park. Le pusieron este nombre debido a que la gente asociaba el océano con la brisa del mar y el Océano Atlántico se encontraba cerca.
La expansión en la ciudad llegó cuando se creó la estación Ozone Park de Rockaway Beach Branch en 1883.  Ozone Park era conocido como «el Harlem de Brooklyn» porque en ese momento, el distrito de Queens aún no existía, y Harlem era un próspero barrio judío e italiano en Brooklyn.  

## Demografía
Según los datos del censo de Estados Unidos de 2010, la población de Ozone Park era de 21 276 personas. Tiene una superficie de 576,23 hectáreas (5,76 km²) y una densidad de 37,1 habitantes por acre (23 700 por milla cuadrada; 9200 por km²).
Las razas de los habitantes del barrio era el 30,5% (6511) blancos, el 37,9% (8112) era hispánico o latino, el 5,6% (1188) afroamericano, el 0,4% (82) nativo americano, el 19,4% (4143) era asiático, el 6,2% (1338) de otras razas.
En 2017, el ingreso familiar per cápita era de USD 73 891. En 2018, según una estimación según un informe del Departamento de Salud e Higiene Mental de la Ciudad de Nueva York, la población tenía una expectación de vida mediana de 81,7 años.

## Policía y criminalidad
Ozone Park, al igual que Howard Beach, está patrullada por la 106.ª comisaría del NYPD. La 106.ª comisaría obtuvo el vigésimo sexto lugar de 69 áreas patrulladas más seguras por delitos per-cápita en el año 2010. En 2018, obtuvo una tasa de asalto no fatal de 32 por 100 000 personas, Mientras que la tasa de encarcelamiento es de 381 por 100 000 personas siendo más bajas comparadas con otras ciudades.
Según un informe de 2018, la tasa de criminalidad en Ozone Park con respecto al año 1990 ha bajado en un 81,3%. En 2018, en el distrito sólo se informaron 6 asesinatos, 16 violaciones, 246 agresiones graves, 502 robos con intimidación, 183 robos y 97 robos de automóviles.